# Televisienetwerk
Een televisienetwerk is een organisatie die meerdere televisiestations beheert of van programma's voorziet. Netwerken bieden een programmering die grotendeels hetzelfde is voor een heel land, en deels toegespitst op een regio, zoals nieuwsprogramma's en weerberichten. Sommige netwerken beheren zelf een groot aantal stations; andere werken met geassocieerde stations, of met beide typen stations. 
Voorbeelden zijn:
- Verenigde Staten: ABC, CBS en NBC
- Canada: CBC, CTV, en TVA
- Australië: ABC Television
- Verenigd Koninkrijk: ITV

Een belangrijk verschil tussen een netwerk en een omroep is dat een netwerk meestal de hele programmering van een station verzorgt, of een zeer groot deel daarvan, terwijl een omroep een station deelt met een of meer andere omroepen. De bedrijven RTL Nederland en Talpa TV, en in mindere mate de Nederlandse publieke omroep, kunnen wel als televisienetwerken gezien worden.
Een televisienetwerk (Engels: television network) verschilt ook van het Engelse begrip broadcasting network, een organisatie die meerdere stations beheert die echter een totaal verschillende programmering hebben, zoals de Britse BBC.